# Paläozoikum
| ❮ | Ärathem               | System     | Serie            | Alter (mya)   |
| - | --------------------- | ---------- | ---------------- | ------------- |
|   | später                | später     | später           | jünger        |
| ❮ | P a l ä o z o i k u m | Perm       | Lopingium        | 251,9 ⬍ 259,9 |
| ❮ | P a l ä o z o i k u m | Perm       | Guadalupium      | 259,9 ⬍ 272,3 |
| ❮ | P a l ä o z o i k u m | Perm       | Cisuralium       | 272,3 ⬍ 298,9 |
| ❮ | P a l ä o z o i k u m | Karbon     | Pennsylvanium    | 298,9 ⬍ 323,2 |
| ❮ | P a l ä o z o i k u m | Karbon     | Mississippium    | 323,2 ⬍ 358,9 |
| ❮ | P a l ä o z o i k u m | Devon      | Oberdevon        | 358,9 ⬍ 382,7 |
| ❮ | P a l ä o z o i k u m | Devon      | Mitteldevon      | 382,7 ⬍ 393,3 |
| ❮ | P a l ä o z o i k u m | Devon      | Unterdevon       | 393,3 ⬍ 419,2 |
| ❮ | P a l ä o z o i k u m | Silur      | Pridoli          | 419,2 ⬍ 423   |
| ❮ | P a l ä o z o i k u m | Silur      | Ludlow           | 423 ⬍ 427,4   |
| ❮ | P a l ä o z o i k u m | Silur      | Wenlock          | 427,4 ⬍ 433,4 |
| ❮ | P a l ä o z o i k u m | Silur      | Llandovery       | 433,4 ⬍ 443,4 |
| ❮ | P a l ä o z o i k u m | Ordovizium | Oberordovizium   | 443,4 ⬍ 458,4 |
| ❮ | P a l ä o z o i k u m | Ordovizium | Mittelordovizium | 458,4 ⬍ 470   |
| ❮ | P a l ä o z o i k u m | Ordovizium | Unterordovizium  | 470 ⬍ 485,4   |
| ❮ | P a l ä o z o i k u m | Kambrium   | Furongium        | 485,4 ⬍ 497   |
| ❮ | P a l ä o z o i k u m | Kambrium   | Miaolingium      | 497 ⬍ 509     |
| ❮ | P a l ä o z o i k u m | Kambrium   | 2. Serie         | 509 ⬍ 521     |
| ❮ | P a l ä o z o i k u m | Kambrium   | Terreneuvium     | 521 ⬍ 541     |
|   | früher                | früher     | früher           | älter         |

Das Paläozoikum, auch Erdaltertum oder Erdaltzeit, ist die älteste der drei Ären, in die das Äon Phanerozoikum in der geologischen Zeitskala untergliedert wird. Es umfasst den Zeitraum von ca. 541 Millionen Jahre bis ca. 251,9 Millionen Jahre vor heute. Auf das Paläozoikum folgte das Mesozoikum (Erdmittelalter).

## Geschichte und Namensgebung
Bereits 1838 wurde von Adam Sedgwick der Begriff in seiner englischen Entsprechung als palæozoic series zur Gliederung der geschichteten Gesteine im Liegenden des „Old Red“ in England eingeführt. Nach seiner Definition umfasste das Paläozoikum lediglich das Unter- und Oberkambrium sowie das Silur. Roderick Impey Murchison gelang es gemeinsam mit Alexander Graf Keyserling und Édouard de Verneuil nach einer Reise durch Russland nachzuweisen, dass das Paläozoikum auch das Perm mit einschließt. Sie legten damit die noch heute gebräuchliche Klassifikation fest.

## Einteilung des Paläozoikums
Stellung des Paläozoikums im Phanerozoikum:
- Äon: Phanerozoikum (541–0 mya)
  - Ära: Känozoikum (Erdneuzeit) (66–0 mya)
  - Ära: Mesozoikum (Erdmittelalter) (251.9–66 mya)
  - Ära: Paläozoikum (Erdaltertum) (541–251.9 mya)
    - System: Perm (298.9–251.9 mya)
    - System: Karbon (358.9–298.9 mya)
    - System: Devon (419.2–358.9 mya)
    - System: Silur (443.4–419.2 mya)
    - System: Ordovizium (485.4–443.4 mya)
    - System: Kambrium (541–485.4 mya)

Die Perioden Perm, Karbon und Devon werden informell unter der Bezeichnung Jungpaläozoikum zusammengefasst, während die Perioden Silur, Ordovizium und Kambrium zusammen als Altpaläozoikum bezeichnet werden.
Vor dem Kambrium liegt das so genannte Präkambrium. Es umfasst die Äonen ab der Entstehung der Erde ca. 4600 mya bis zum Beginn des Phanerozoikums, d. h. 90 % der Erdgeschichte. Dies sind das Proterozoikum (2500–541 mya), das Archaikum (4000–2500 mya) und das Hadaikum. (4600–4000 mya).

## Leben im Paläozoikum
Das früheste Paläozoikum ist gekennzeichnet durch das Auftreten der sogenannten Small-Shelly-Fauna im unteren Kambrium. Diese oft nur wenige Millimeter großen hartschaligen Organismen bildeten sehr unterschiedliche Formen aus und wurden weltweit nachgewiesen. Im Zuge der Kambrischen Explosion entwickelten sich fast alle auch heute noch existierenden Stämme des Tierreichs.
Das Leben beschränkte sich anfangs auf die Ozeane. Erste Riff-Bildner waren die schon aus dem Präkambrium bekannten Algenbildungen (Stromatolithen). Doch schon während des mittleren Ordoviziums entstanden größere, komplexere Riffe. Am Ende des Ordoviziums kam es auf dem Höhepunkt der oberordovizischen Vereisung zu einem Massenaussterben. Aus dem Silur ist eine vielgestaltige marine Riffgemeinschaft bekannt (Stromatoporen, Korallen, Bryozoen). Überreste erster silurischer Landpflanzen (Psilophyta) sind überliefert, wobei die Besiedelung der Kontinente durch moosartige Pflanzen (Bryophyten) und frühe Pilzformen wahrscheinlich bereits im Mittleren Kambrium begann und sich im Ordovizium verstärkt fortsetzte.
Während des Devons entwickelten sich die Riffgemeinschaften weiter. In Deutschland, das damals in der tropischen Klimazone nahe dem Äquator lag, sind vor allem die Kalkmulden der Eifel und des Sauerlandes ein Beispiel dafür. Aus oberdevonischen Schichten geht hervor, dass das Leben schon das Land erobert hatte: Es sind die ersten Amphibien überliefert, die zumindest teilweise an Land lebten. Im Oberdevon kam es mit dem Kellwasser- und dem Hangenberg-Ereignis zu zwei großen Massenaussterben, denen bis zu 75 Prozent der ozeanischen Lebensformen zum Opfer fielen.
Im Karbon waren die Kontinente bereits von einer vielfältigen Fauna bevölkert und hauptsächlich im Bereich des Äquators und an den Küstenregionen großflächig von den Wäldern bewachsen, deren Fossilien heute in den Steinkohlenflözen zu finden sind. Vor allem Arthropoden verzeichneten in der sauerstoffreichen Atmosphäre des Karbons ein später nicht mehr erreichtes Größenwachstum, so zum Beispiel die Riesenlibelle Meganeura oder Gliederfüßer wie Arthropleura, die im feucht-warmen Klima ausgedehnter Sumpflandschaften lebten.
Über große Teile des Karbons und etwa bis zum Mittleren Perm herrschten besonders in der südlichen Hemisphäre die Kaltzeitbedingungen des Permokarbonen Eiszeitalters, mit einer Dauer von 80 bis 100 Millionen Jahren das zweitlängste Eiszeitalter der Erdgeschichte. Anfangs waren nur die in Polarnähe liegenden Festlandsbereiche des Großkontinents Gondwana von großen Eisschilden bedeckt, ehe die Gletscher zeitweise bis zum 40. südlichen Breitengrad vorrückten. Das geographische Verbreitungsgebiet vieler tropischer mariner Arten war auf die Tethys beschränkt, ein golfartiges Meer, das von Osten in den Superkontinent Pangaea hineinragte, der sich vor etwa 310 Millionen Jahren durch den Zusammenschluss der Landmassen von Gondwana und Laurussia gebildet hatte.
Nachdem gegen Ende des Karbons die Waldlandschaften während verschiedener Glazialphasen mehrmals an Fläche einbüßten, erfolgte vor 305 Millionen Jahren aufgrund des zunehmend ariden Klimas der weitgehende Zusammenbruch der tropischen Regenwälder und eine damit verknüpfte Reduzierung der Feucht- und Sumpfgebiete. Vom Verlust dieser Biotope besonders betroffen waren Gliederfüßer, ein Großteil der damaligen Amphibien und frühe Reptilien mit semiaquatischer Lebensweise. Durch die Fragmentierung der Lebensräume ging die Biodiversität der Landwirbeltiere an der Karbon-Perm-Grenze deutlich zurück und blieb im frühen Perm zunächst niedrig, ehe im weiteren Verlauf die Artenvielfalt allmählich wieder zunahm. Die größten landbewohnenden Tiere im Perm waren die Therapsiden, die „säugetierähnlichen Reptilien“.
Am Ende des Paläozoikums, an der Perm-Trias-Grenze, ereignete sich das größte Massenaussterben der Erdgeschichte, in dessen Verlauf über 90 Prozent der marinen Arten und rund 75 Prozent der an Land lebenden Arten ausstarben. Die Dauer der biologischen und ökologischen Krise wurde in der älteren wissenschaftlichen Literatur mit mehreren hunderttausend Jahren angegeben, laut einer 2014 publizierten Analyse reduziert sich dieses Zeitfenster auf zwei Kernbereiche von jeweils 60.000 Jahren (± 48.000 Jahre). Hingegen kommt eine 2018 veröffentlichte Studie zu dem Ergebnis, dass die unmittelbare Krisenzeit maximal 30.000 Jahre umfasste, möglicherweise beschränkt auf wenige Jahrtausende. Die Goniatiten, Vorläufer der später im Mesozoikum erfolgreichen Ammoniten, entgingen nur knapp der Auslöschung. Lediglich zwei oder drei Arten überlebten den Übergang vom Perm in die nachfolgende Trias. Die seit dem Kambrium weit verbreiteten Trilobiten starben zusammen mit vielen weiteren Arten vollständig aus. Geologische Befunde und Isotopenanalysen sprechen für eine sehr rasch verlaufende Klimaerwärmung mit zahlreichen Folgewirkungen als mögliche Ursache des Massenaussterbens.